# Dürener Karnevalsmuseum
Das Dürener Karnevalsmuseum befindet sich im Dürener Stadtteil Lendersdorf im Südflügel II des St.-Augustinus-Krankenhauses.
Träger des 1994 errichteten kulturhistorischen Karnevalsmuseums ist der Regionalverband Düren im Bund Deutscher Karneval e. V. (RVD). Der RVD hat es sich mit dem Museum zur Aufgabe gemacht, eine repräsentative Dokumentation der verschiedenartigen Karnevalsbräuche im Rheinland und der Nordeifel darzustellen und zu erhalten.
Bis zum Jahre 2006 war das Museum in Niederzier in der alten Rentei untergebracht. Da die Ausstellungs- und Lagerflächen zu klein waren, zog das Museum nach Lendersdorf in das 1964 erbaute ehemalige Schwesternwohnheim des St. Augustinus-Krankenhauses um. Das Wohnheim wurde wegen des Neubaus eines neuen Krankenhaustraktes 2011 abgebrochen. Im Januar 2016 wurde das Museum im Untergeschoss des neuen Südtraktes wieder eröffnet.
Das Museum wird ehrenamtlich geführt und finanziert sich nur aus Spenden und Mitgliedsbeiträgen des Fördervereins.
Der Einzugsbereich für die gesammelten Werke bezieht sich nicht nur auf den Kreis Düren, sondern auch auf Teile der Kreise Euskirchen und Rhein-Erft-Kreis. Alle angeschlossenen Karnevalsvereine erhalten die Möglichkeit, sich in einem Teilbereich des Museums für drei Monate darzustellen, um beispielsweise ihre Geschichte aufzuzeigen.
Gesammelt und gezeigt werden im Museum alle Sachen, die im weitesten mit dem Begriff Karneval zu tun haben, wie beispielsweise:
- Fotos
- Zeitungsausschnitte, Programme, Plakate
- Film- und Videodokumente
- Uniformen
- Modelle von Karnevalswagen
- Fahnen
- Orden
- Sammlungen von Privatleuten
- und vieles mehr.

Das Museum ist ab 16. Februar 2016 dienstags und samstags von 15 bis 17 Uhr kostenlos zu besichtigen.